# Haemaphysalis nesomys
Haemaphysalis nesomys este o specie de căpușe din genul Haemaphysalis, familia Ixodidae, descrisă de Hoogstraal, Uilenberg și Klein în anul 1966.
Este endemică în Madagascar. Conform Catalogue of Life specia Haemaphysalis nesomys nu are subspecii cunoscute.